# خواجه‌نوری
خواجه‌نوری یک نام خانوادگی است. افراد شاخص با این نام از این قرارند:
- ابراهیم خواجه‌نوری، نویسنده، روانشناس، روزنامه‌نگار و سیاست‌مدار اهل ایران
- ابوتراب خواجه‌نوری، مقام‌دار و مترجم ایرانی
- رضا خواجه‌نوری، حاکم لاهیجان
- صادق خواجه‌نوری، سیاستمدار دوره قاجار اهل ایران
- عبدالله خواجه‌نوری، سپهبد اهل ایران
- غلامعلی خواجه‌نوری، دیپلمات عصر پهلوی اهل ایران
- شکرالله خان خواجه نوری وزیر لشگر فتحعلی شاه قاجار و داماد شاهزاده حسینعلی میرزا فرمانفرمائیان
- میرزا موسی خواجه نوری فرمانده فوج نظامی ناصرالدین شاه و فرزند شکرالله خان خواجه نوری و قمر السلطنه فرمانفرمائیان وداماد مظفرالدین شاه قاجار